# CubeSat

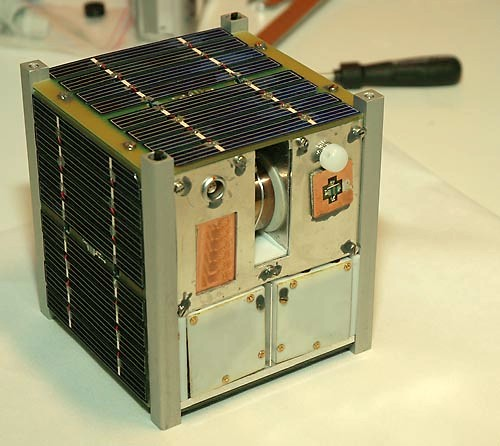
O CubeSat Norueguês: nCube.

CubeSat (acrônimo das palavras em Inglês: Cube e Satellite - Cubo e Satélite) é um tipo de satélite miniaturizado usado para pesquisas espaciais e comunicações radioamadoras. Os CubeSats normalmente possuem volume de 1 litro (um cubo de 10 cm) e massa de até 1,33 kg. Normalmente, esse tipo de satélite usa componentes eletrônicos "de prateleira".
Começando em 1999, esforços da California Polytechnic State University (Cal Poly) liderados por Jordi Puig-Suari e da Universidade Stanford liderados por Bob Twiggs, levaram ao desenvolvimento da especificação do CubeSat, com a intenção de ajudar as universidades de todo o Mundo a exercer atividades práticas de exploração científica do espaço.
A maior parte da utilização é acadêmica e radioamadora, mas muitas empresas construíram CubeSats, incluindo as maiores, como a Boeing.

## Histórico

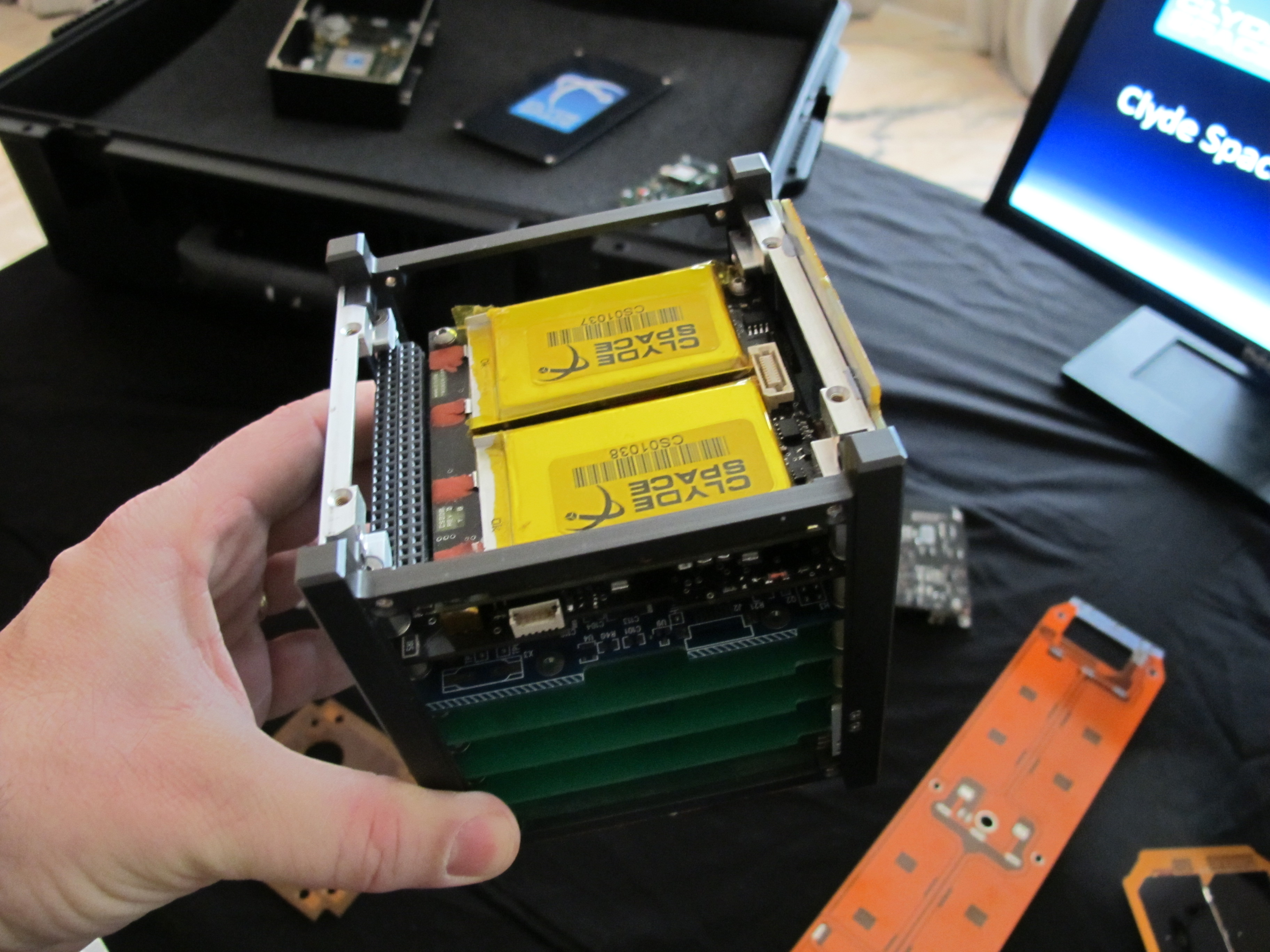
Estrutura de um CubeSat 1U

O primeiro desenho de CubeSat foi proposto em 1999 pelos professores Jordi Puig-Suari da California Polytechnic State University e Bob Twiggs da Universidade Stanford. O objetivo era permitir que estudantes de pós-graduação, projetar, construir, testar e operar no espaço, um satélite com capacidades similares as do primeiro satélite, o Sputnik I. Na sua proposta original, o CubeSat não se tornou um padrão; no entanto, ele se tornou um padrão ao longo do tempo em um processo de emergência natural. Os primeiros CubeSats foram lançados em Junho de 2003 por um foguete Rokot russo, e cerca de 75 CubeSats foram colocados em órbita até 2012.
Em 1998, Twiggs com o patrocínio da DARPA desenvolveu um novo sistema de liberação para pequenos satélites, constituído de uma lâmina que "empurrava" os satélites para fora de um recipiente com trilhos e uma porta.
Em 1999, um desenho de todo o sistema, já no formato de um cubo de 10 cm que viria a se tornar o CubeSat, foi apresentado por Twiggs a Puig-Suari e mais tarde na conferência Japan-U.S. Science,Technology, and Space Applications Program (JUSTSAP) em Novembro de 1999.

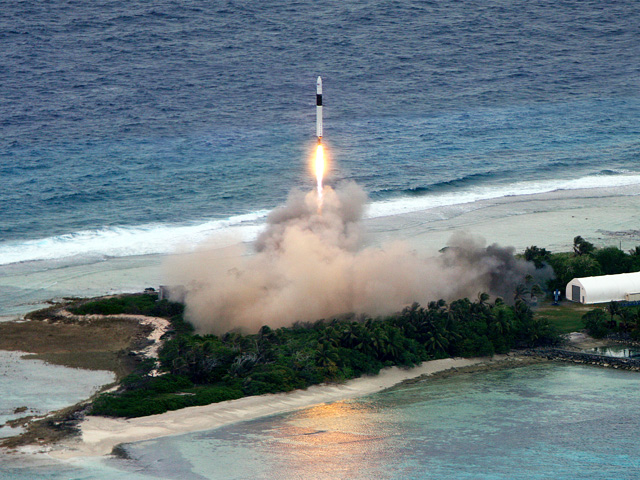
O foguete sendo lançado da Ilha Omelek em 14 de Julho de 2009.

O primeiro lançamento de CubeSats, ocorrido em 30 de Junho de 2003, colocou em órbita os CubeSats dinamarqueses AAU CubeSat e DTUSat, os japoneses CubeSat XI-IV e CUTE-1, o canadense Can X-1, e um CubeSat triplo Norte americano, o Quakesat. O CUTE-1 e Cubesat XI-IV, por disporem de aplicações radioamadoras, também foram identificados na série OSCAR (Orbiting Satellite Carring Amateur Radio) como OSCAR 55 e OSCAR 57, respectivamente. 
Um outro lançamento em 27 de Outubro de 2005, colocou em órbita os CubeSats NCUBE norueguês e o CubeSat XI-V japonês (OSCAR 58).
Em 26 de Julho de 2006, 14 Cubesats de 11 universidades e uma empresa privada foram lançados, o maior lançamento de CubeSats em conjunto até então. O foguete falhou e foi destruído no lançamento, ocasionado a perda dos CubeSats e quatro outros satélites a bordo. O problema foi devido a um desligamento prematuro do motor do primeiro estágio.
Sete cubesats foram lançados em 17 de Abril de 2007. Entre eles um projeto colombiano, o Libertad 1, o AeroCube 2 da The Aerospace Corporation, os CP-3 e CP-4 da California Polytechnic State University, e o CAPE-1 da University of Louisiana at Lafayette.
Num lançamento coordenado pelo Nanosatellite Launch System, um Polar Satellite Launch Vehicle lançou alguns CubeSats em 28 de Abril de 2008, incluindo o AAUSAT-II dinamarquês e um CubeSat triplo (10x10x30 centímetros) chamado Delfi-C3 da Universidade Técnica de Delft na Holanda.
Em 3 de Agosto de 2008, um SpaceX Falcon 1 foi lançado com os CubeSats: PREsat e NanoSail-D, ambos da NASA. Eles foram perdidos devido a uma falha no lançamento. O par de reserva do NanoSail, o NanoSail-D2, foi lançado com sucesso em Novembro de 2010.
Em 8 de Dezembro de 2010 vários CubeSats foram colocados em órbita com sucesso por um foguete Falcon 9 da SpaceX.
Em 4 de Março de 2011 os Cubesats: Explorer-1, KySat-1 e o HERMES foram perdidos numa tentativa de lançamento. Essa foi a primeira tentativa de lançamento do programa da NASA chamado Educational Launch of Nanosatellite (ELaNa).
Em 28 de Outubro de 2011, seis CubeSats foram colocados em órbita. Esta foi a segunda tentativa de lançamento do programa ELaNa na NASA.
Em Fevereiro de 2013, sete CubeSats foram colocados em órbita: o e-st@r, o Goliat, o Masat-1, o PW-Sat, o Robusta, o UniCubeSat-GG, e o XaTcobeo.
Em 13 de Setembro de 2012, onze CubeSats foram colocados em órbita. Este foi o maior número de CubeSats (e também em volume de 24U) colocados em órbita com sucesso num único lançamento, o que foi possível devido ao emprego do novo sistema de liberação, o NPSCuL desenvolvido no Naval Postgraduate School (NPS). Os seguintes CubeSats fizeram parte dessa missão: SMDC-ONE 2.2 (Baker), SMDC-ONE 2.1 (Able), AeroCube 4.0(x3), Aeneas, CSSWE, CP5, CXBN, CINEMA, e o Re (STARE).

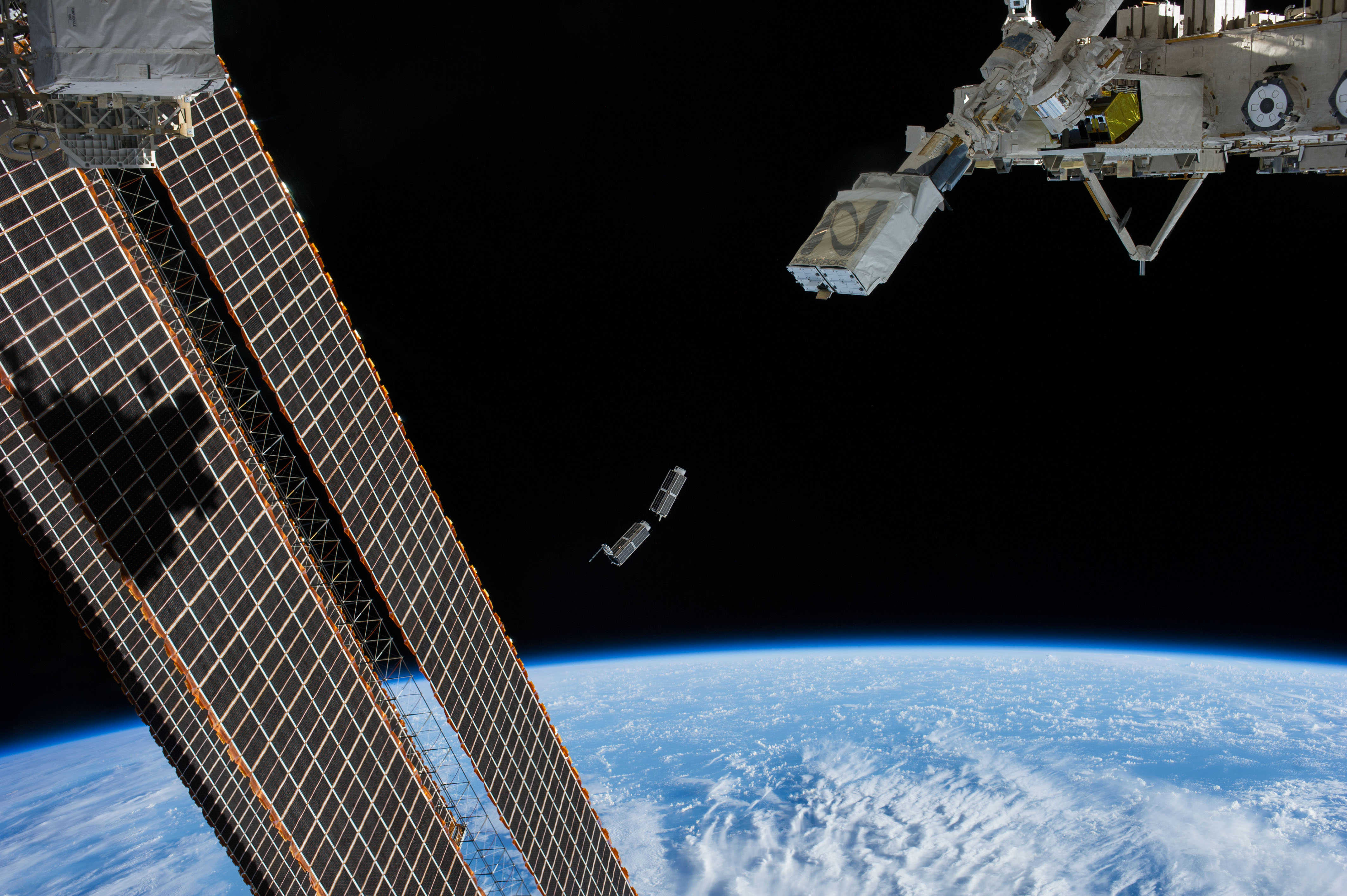
CubeSats longos sendo lançados da ISS em 25 de Fevereiro de 2014. O sistema de liberação pode ser visto acoplado a um braço robótico.

Cinco CubeSats: Raiko, Niwaka, We-Wish, TechEdSat e F-1 foram colocados em órbita em Outubro de 2012, como demonstração de tecnologia de liberação de pequenos satélites a partir da ISS.
De maneira similar, mais quatro CubeSats foram enviados à ISS em 4 de Agosto de 2013: o ArduSat-1, o ArduSat-X, o PicoDragon e o TechEdSat-3. O ArduSat-1, ArduSat-X, e o PicoDragon foram colocados em órbita a partir da ISS em 19 de Novembro de 2013, e o TechEdSat-3 em 20 de Novembro de 2013.
Quatro CubeSats foram colocados em órbita em 21 de Abril de 2013. Três deles eram do tipo 1U PhoneSat da NASA. O quarto era do tipo 3U, chamado Dove-1. Mais cedo naquele mesmo dia, o Dove-2 foi colocado em órbita por outro sistema lançador.
Em 7 de Maio de 2013, o CubeSat ESTCube-1, o primeiro da Estônia, foi colocado em órbita.
Em 5 de Dezembro de 2013, doze CubeSats foram colocados em órbita usando o novo sistema de liberação NPSCuL: AeroCube 5 (Aerospace Corp.), ALICE (Air Force Institute of Technology), SNaP, TacSat 6 e dois SMDC-ONE (U.S. Army Space and Missile Defense Command), CUNYSAT 1 (Medgar Evers College), IPEX (NASA's Jet Propulsion Labaratory na Cal Poly), MCubed 2 (University of Michigan), FIREBIRD 1A e 1B (Montana State University).
Em dezembro de 2019, o FloripaSat-1, CubeSat brasileiro oriundo de um projeto da Universidade Federal de Santa Catarina (UFSC), Brasil, e lançado pela China, entrou em operação.
Um total de trinta e três CubeSats devem ser colocados em órbita a partir da ISS, um processo que teve início em 11 de fevereiro de 2014. Desses trinta e três, vinte e oito fazem parte da constelação Flock 1 de CubeSats de coleta de imagens projetados pela Planet Labs. Dos outros cinco, dois são de companhias Norte americanas, dois são da Lituânia, e um é do Peru.

## Desenho

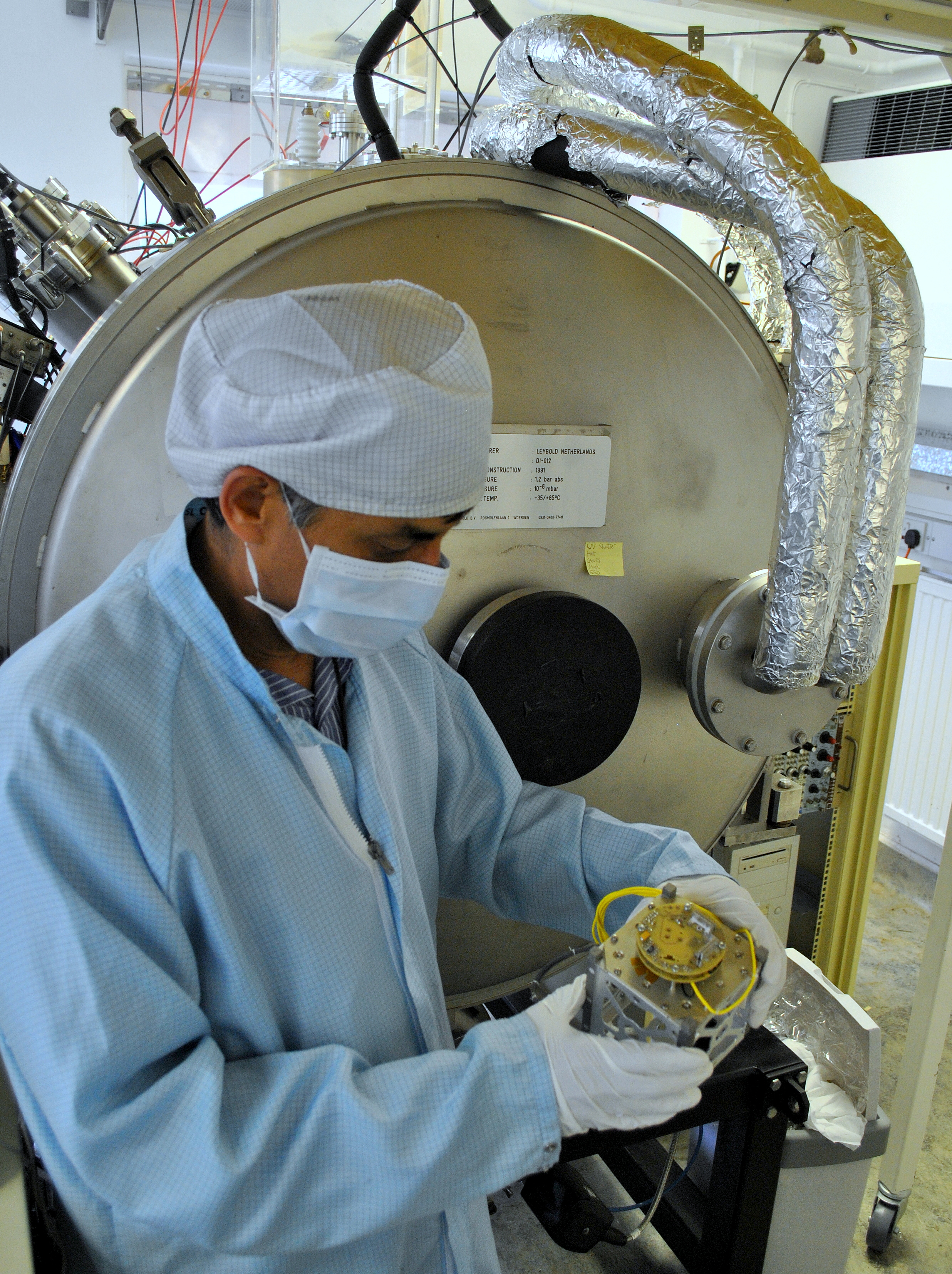
Cientista segurando um chassi de CubeSat.

A especificação "CubeSat" compreende vários objetivos de alto nível. A simplificação da infraestrutura de satélites torna possível projetar e produzir satélites funcionais a um baixo custo. O acoplamento de interfaces do lançador e da carga útil descarta a necessidade de uma enorme quantidade de trabalho que é necessário para acomodar os satélites aos lançadores no sistema convencional. Esse sistema também permite a substituição de cargas úteis de forma rápida e a utilização de "janelas" de lançamento" de forma otimizada.
O termo "CubeSat" foi criado para designar nanossatélites que estão de acordo com o padrão descrito na especificação do CubeSat. A "Cal Poly" publicou o padrão como resultado de um projeto liderado pelo professor de engenharia aeroespacial Jordi Puig-Suari. Bob Twiggs, do Departamento de Aeronáutica e Astronáutica da Universidade de Stanford, e atualmente membro da faculdade de ciências espaciais na Morehead State University no Kentucky, tem contribuído com a comunidade CubeSat. Seus esforços tem se concentrado em CubeSats de instituições educacionais. A especificação não se aplica a outros satélites em formato de cubo tais como a do nanossatélite "MEPSI" da NASA, que é maior que um CubeSat.
Já em 2004, com o seu tamanho relativamente pequeno, os CubeSats podiam ser construídos e lançados por um custo estimado de $65.000 a $80.000. Esse custo, muito menor que o de satélites "convencionais", fez do CubeSat uma opção viável para escolas e universidades ao redor do Mundo. Por conta disso, um grande número de universidades, algumas empresas e até mesmo instituições governamentais, passaram a desenvolver CubeSats (cerca de 40 a 50 universidades em 2004), segundo dados da Cal Poly.
O formato padrão de 10×10×10 cm do CubeSat é conhecido como "uma unidade" ou "CubeSat 1U". O CubeSat é um sistema escalável ao longo de um dos eixos, através de incrementos de "1U", permitindo a criação de CubeSats "2U" (20×10×10 cm) e "3U" (30×10×10 cm) que já foram construídos e lançados. Mais recentemente, plataformas maiores de CubeSats vem sendo propostas, chegando até a "12U" (24x24x36 cm) estendendo a capacidade dos CubeSats além das aplicações acadêmicas e de validação de tecnologias, atingindo objetivos mais complexos nas áreas de ciência e defesa.
Como os CubeSats medem todos 10x10 cm (independente do comprimento) todos eles podem ser colocados em órbita usando o mesmo sistema de liberação. Os CubeSats são em geral lançados e liberados usando um dispositivo mecânico chamado Poly-PicoSatellite Orbital Deployer (P-POD), também projetado e construído pela Cal Poly. Os P-PODs são acoplados a um veículo de lançamento e mantém os CubeSats presos em segurança até atingir a órbita desejada, liberando-os em seguida sob comando. Os P-PODs foram responsáveis pela liberação de mais de 90% de todos os CubeSats lançados até o momento (incluindo lançamentos malsucedidos), e 100% de todos os CubeSats lançados desde 2006. O P-POD Mk III tem capacidade para três CubeSats 1U, ou outras combinações de CubeSats 1U, 2U, e 3U até um volume máximo de 3U.
Os CubeSats formam um meio independente e de custo competitivo para colocar cargas úteis em órbita. A maioria dos CubeSats carregam um ou dois instrumentos científicos como parte de sua missão primária. Várias companhias e institutos de pesquisa oferecem oportunidades de lançamento de forma regular em grupos de vários CubeSats.